# Noccaea nevadensis
Noccaea nevadensis är en korsblommig växtart som först beskrevs av Pierre Edmond Boissier och Georges François Reuter, och fick sitt nu gällande namn av Friedrich Karl Meyer. Noccaea nevadensis ingår i släktet backskärvfrön, och familjen korsblommiga växter. Inga underarter finns listade i Catalogue of Life.